# NGC 1674
NGC 1674 is een niet-bestaand object in het sterrenbeeld Stier. Het hemelobject werd in 1886 ontdekt door de Duits-Britse astronoom Jacob Gerhard Lohse (1851-1941). NGC 1674 is hetzelfde object als NGC 1675